# Juan Bautista Vallejo
Juan Bautista Vallejo nacido en Hernani (Guipúzcoa, España). Fue un ciclista español, profesional entre los años 1924 y 1945. Su hermano Arturo Vallejo también fue ciclista profesional.
A lo largo de su carrera logró seis victorias, destacando en sus últimos años en la modalidad de ciclocrós, en la que logró dos subcampeonatos de España. 

## Palmarés
| 1925 - Vitoria-Arbalan-Vitoria 1928 - Circuito de Ayala (Amurrio) - Campeonato de Alava 1930 - Logroño-Torrecilla-Logroño 1936 - Sestao | 1939 - Azkoitia (Circuito Santa Cruz) 1940 - 2.º en el Campeonato de España de Ciclocrós 1941 - 2.º en el Campeonato de España de Ciclocrós 1942 - 3.º en el Campeonato de España de Ciclocrós |

## Equipos
- Deportivo Alaves (1924-1926)
- Sociedad Ciclista de Vitoria (1927)
- Deportivo Alaves (1928-1929)
- CD Logroño (1930)
- Independiente (1931-1939)
- Fortuna (1940-1944)
- Real Sociedad (1945)